# Bettina Balmer

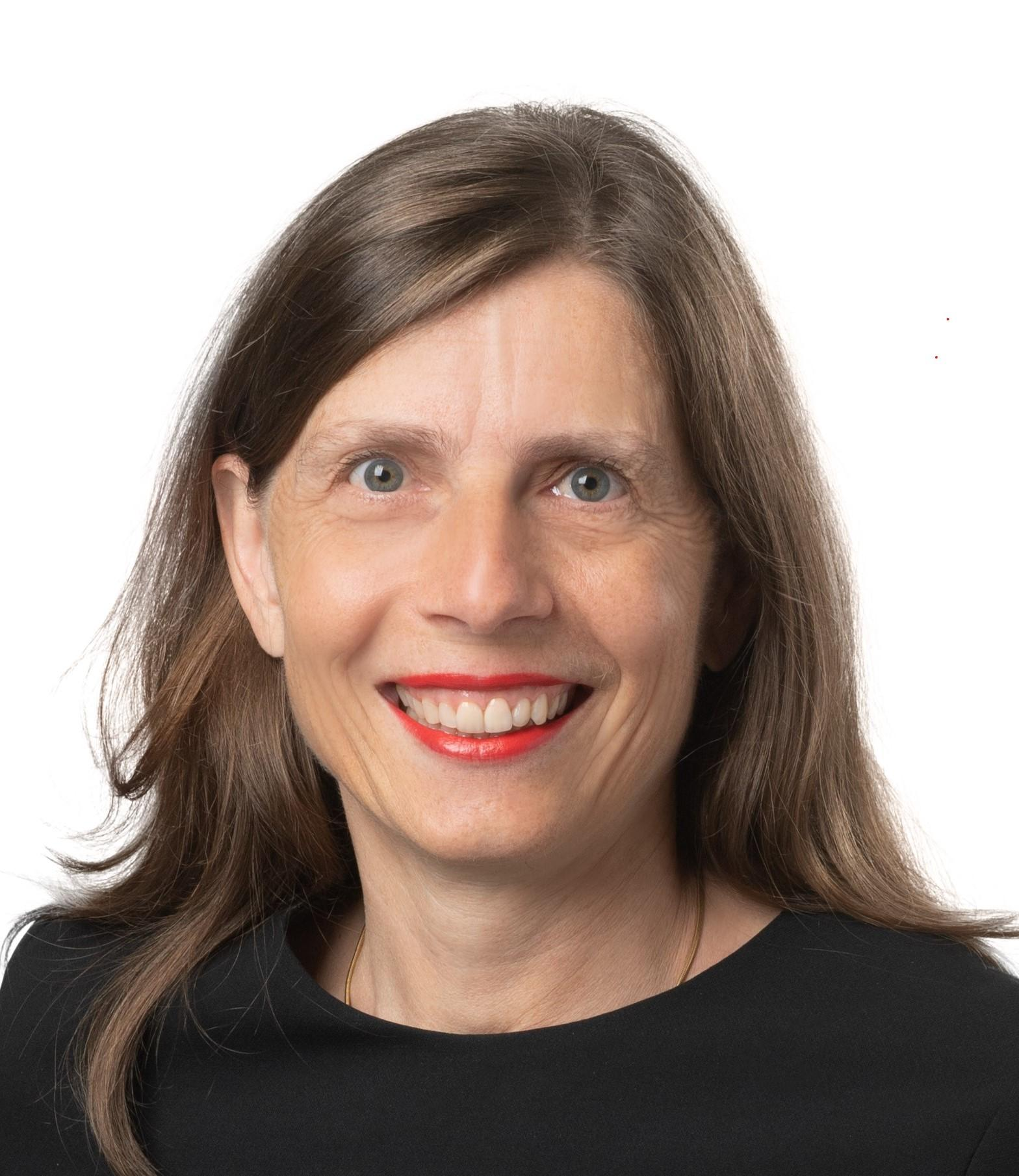
Bettina Balmer, 2023

Bettina Balmer (* 19. April 1966 in Basel; vollständiger Name Bettina Balmer-Schiltknecht) ist eine Schweizer Politikerin (FDP). Seit 2023 ist sie Nationalrätin und seit 2025 Präsidentin der FDP-Frauen Schweiz.

## Leben
Balmer studierte von 1985 bis 1991 Humanmedizin an der Universität Basel. 1991 legte sie das Staatsexamen ab und schrieb ihre Dissertation. Sie arbeitete 1992 bis 1994 im Tiefenauspital, 1994 bis 1998 im Ostschweizer Kinderspital St. Gallen, 1998 bis 2000 im Universitätsspital Zürich, 2001 im Kinderspital Zürich, 2002 im Birmingham Children’s Hospital, 2003 bis 2009 erneut im Kinderspital Zürich, 2009 bis 2018 in der Tagesklinik Doktorhaus Fällanden, 2019 im Kantonsspital Winterthur und seit 2020 wieder im Kinderspital Zürich. Seit 2006 ist sie Fachärztin für Kinderchirurgie sowie seit 2007 Oberärztin.
Seit 2015 ist Balmer im Vorstand der Ärztegesellschaft des Kantons Zürich und seit 2018 Mitglied im wissenschaftlichen Beirat der Universitätsklinik Balgrist.
Sie ist mit einem Arzt verheiratet, hat drei Kinder und wohnt in Zürich.

## Politik
Balmer trat 2008 der FDP bei. Von 2010 bis 2013 war sie Präsidentin der FDP Kreis 7 und 8. 2015 war Balmer im Gemeinderat der Stadt Zürich. Im selben Jahr wurde sie in den Kantonsrat gewählt, dem sie bis 2023 angehörte. Dort war sie Mitglied der Kommission für soziale Sicherheit und Gesundheit und zuvor in der Aufsichtskommission Bildung und Gesundheit. Sie ist Co-Präsidentin des Zürcher Komitees Ja zur Individualbesteuerung. Seit 2021 ist sie Co-Präsidentin bzw. Präsidentin der FDP Frauen Kanton Zürich. Bei den Wahlen 2023 wurde sie in den Nationalrat gewählt, sie ist Mitglied der Kommission für Wissenschaft, Bildung und Kultur. Im März 2025 wurde sie zur Präsidentin der FDP-Frauen Schweiz gewählt, in Nachfolge von Susanne Vincenz-Stauffacher.